# Homan (czasopismo, 1916)

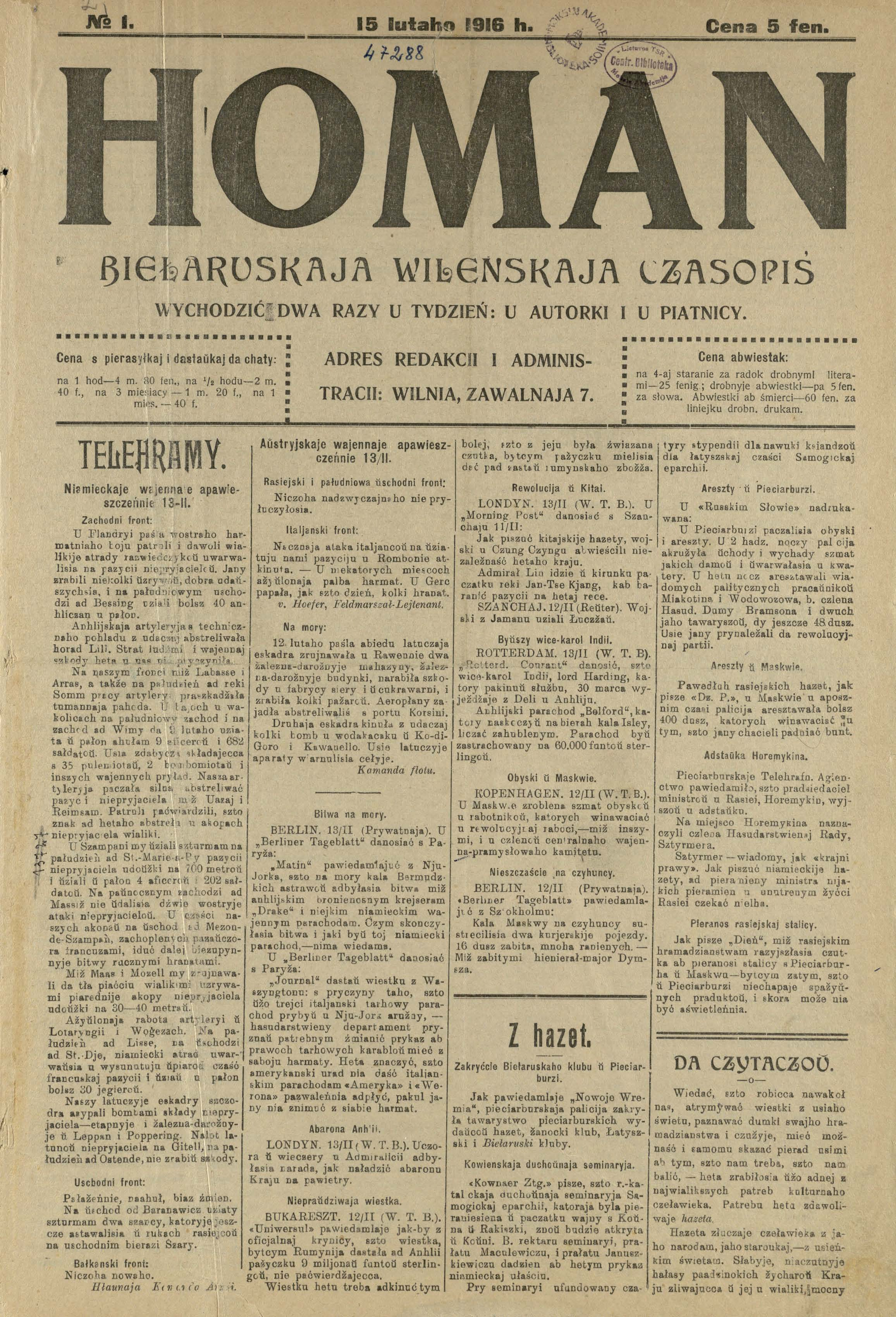
Pierwszy numer czasopisma „Homan” z 15 (26) lutego 1916 roku.

Homan (biał. cyr. Го́ман) – białoruska gazeta społeczno-polityczna i literacka z treścią o charakterze odrodzenia narodowo-demokratycznego. Wydawana od 15 (28) lutego 1916 do końca 1918 w Wilnie w języku białoruskim za zgodą okupacyjnych władz niemieckich. Ukazywał się dwa razy w tygodniu łacinką oraz, od 1 września 1916, w cyrylicy. Redaktorami byli Wacłau Łastouski i Jazep Saławiej (od numeru 33 (125), 1917). Gazeta ta umożliwiała debiut znakomitym, jak się później okazało, pisarzom białoruskim, odgrywając szczególną rolę w rozwoju białoruskiego ruchu narodowowyzwoleńczego.

## Tematyka
Program społeczno-polityczny gazety był nakierunkowany na socjalizm chłopsko-robotniczy: demokracja, eliminacja wyzysku pracowników, idea rządzenia społeczeństwem poprzez „wszelkiego rodzaju stowarzyszenia, spółdzielnie, zawodowych sojuszników robotniczych. Opowiadał się za jednością narodową i kulturową narodu białoruskiego, niepodległością białoruskiej republiki, która mogłaby być częścią odrodzonego Wielkiego Księstwa Litewskiego w ramach konfederacji. Na łamach czasopisma informowano o walkach społecznych i narodowych, sytuacji wewnętrznej i międzynarodowej w regionie. Z zadowoleniem przyjęto obalenie caratu w Rosji. Za najwyższe wartości wolnego społeczeństwa uznawano niezależność narodową, wolność intelektualną i polityczną, język i kulturę rodzimą, optymizm społeczny i wiarę chrześcijańską.
W gazecie ukazywały się materiały i opracowania z zakresu historii Białorusi i kultury narodowej, m.in. artykuły „1491 - 1916” (o historii prasy białoruskiej), „Z okazji 400-lecia” (o Biblii Franciszka Skaryny), „Ruch reformacyjny na Białorusi”, „Przyczyny upadku białoruskiego odrodzenia w XIX wieku”, „Prawo zwyczajowe białoruskiego chłopstwa” Wacława Łastouskiego (pod pseudonimem Włast, W.Ł.), „Święty Jozafat Kuncewicz” Bolesława Paczopki (pod inicjałami B.P.), „10-lecie prasy białoruskiej”, „Zerwana tradycja” Antona Łuckiewicza (pod pseudonimem I. Mialieszka), „Ku pamięci Sprawiedliwemu” (o Konstantym Kalinowskim) Łastouskiego, „Co było i co być powinno” (o tradycjach Wielkiego Księstwa Litewskiego) Piotra Iliuczonka.
Na łamach gazety pojawił się szereg artykułów poświęcony aktualnym problemom społeczno-politycznym: „Czym jest demokracja” i „Drogą kreatywności” Łastouskiego, „Nasze potrzeby”, „Sytuacja pracowników”, „Nowa klasa”, „Fałszywi przyjaciele”, „Nie zastraszaj”, „Do państwowej jedność”, „Na rodzime pola”, „Miasta i wsie ” A. Łuckiewicza, „Kto ty taki?” Franciszka Alachnowicza i in. Omawiano działalność Dumy Państwowej carskiej Rosji, głównie przemówienia eserów i mieńszewickich socjaldemokratów. Gazeta drukowała informacje z frontów, komunikaty niemieckiego sztabu generalnego (rubryka „Sprawy urzędowe”), istniały działy „W Wilnie i okolicach”, „Z całego świata”, „Z całego kraju”, „Wiadomości z Rosji”. Publikowano także ogłoszenia białoruskich księgarni i komercyjne reklamy.
W czasopiśmie zamieszczano materiały na temat historii ruchu narodowego, kulturalnego i literackiego, legendy opracowywane przez Jana Barszewski, pamiętniki przez Algierda Abuchowicza, nekrologi przez Ałaizę Paszkiewicz, Maksima Bahdanowicza, Aleksandra Jelskiego. Po raz pierwszy wydano kilka dzieł Jakuba Kołasa, Maksima Bahdanowicza, Zmitroka Biaduli, Alesia Garuna, Ciszki Hartnego, Alesia Hurło i badań Mikołaja Nikifarowskiego, literacko-krytyczne eseje A. Łuckiewicza (pod pseudonimem A. Nawina). Na łamach gazety publikowano również utwory literackie Kanstancyi Bujły, Ihnata Dwarczanina, Wiktora Gomulickiego, Maksima Hareckiego, Alesia Haruna, Karusia Kahanca, Władimira Korolenki oraz sztukę Franciszka Alachnowicza „Na Antokali”.